# Тепаньський Врх
Тепаньський Врх (словен. Tepanjski Vrh) — поселення в общині Словенське Коніце, Савинський регіон, Словенія. Висота над рівнем моря: 355,3 м.